# Bàsquet Manresa
Bàsquet Manresa – hiszpański zawodowy klub koszykarski z siedzibą w Manresie.
Do najbardziej znanych zawodników, którzy przywdziewali barwy tego klubu należą: Roger Esteller, Andres Nocioni, Derrick Alston, Sergio Llull, George Gervin, Joan Creus czy Pep Pujolras. Ci dwaj ostatni doczekali się nawet ze strony klubu zastrzeżenie ich numerów, z którymi grali w barwach zespołu.

## Nazwy sponsorów
- Manresa K'ans 1967–71
- Manresa La Casera 1971–1977
- Icab Manresa 1977–1979
- Marlboro Manresa 1979–1980
- Caixa Manresa 1981–1982, 1984–1985
- Seguros Velázquez Manresa 1982–1983
- Ebro Manresa 1983–1984
- TDK Manresa 1985–2000
- Minorisa.net Manresa 2000–2002
- Ricoh Manresa 2002–2009
- Suzuki Manresa 2009–2010
- Assignia Manresa 2010–2012
- La Bruixa d'Or 2013–2014
- La Bruixa d'Or Manresa 2014–2015
- ICL Manresa od 2015

## Członkowie Koszykarskiej Galerii Sław im. Naismitha
- George Gervin, SG, 1989–1990, wybrany w 1996 roku

## Zastrzeżone numery
- 7 Joan Creus, G, 1993–2001
- 10 Pep Pujolrás, F, 1986–1992

## Osiągnięcia

### Drużynowe
- mistrz Hiszpanii w 1998
- zdobywca Pucharu Króla w 1996
- mistrz Katalonii w 1997, 1999
- awans z II ligi w 1970

### Indywidualne
| MVP Final Four ACB - Joan Creus (1998) MVP Pucharu Hiszpanii - Joan Creus (1996) II skład ACB - Dejan Musli – 2016 | Wschodząca Gwiazda ACB - Micah Downs – 2012 Mistrz wsadów ACB - Nate Higgs (2000) - Serge Ibaka (2008) Zwycięzca konkursu rzutów za 3 punkty ACB - Serhij Hładyr – 2010 |

## Sezon po sezonie
| Sezon   | Poziom | Liga        | Poz. | Play-off             | SR      | PO    | Puchar Hiszpanii | Inne puchary   | Inne puchary | Rozgrywki europejskie | Rozgrywki europejskie | Rozgrywki europejskie |
| ------- | ------ | ----------- | ---- | -------------------- | ------- | ----- | ---------------- | -------------- | ------------ | --------------------- | --------------------- | --------------------- |
| 1967–68 | 2      | II Liga     | 1    | Awanswicemistrzostwo | 15–3    | 9–2   | –                | –              | –            | –                     | –                     | –                     |
| 1968–69 | 1      | I liga      | 11   | Spadek               | 7–15    | 0–1   | –                | –              | –            | –                     | –                     | –                     |
| 1969–70 | 2      | II liga     | 1    | Awans                | 19–3    | –     | –                | –              | –            | –                     | –                     | –                     |
| 1970–71 | 1      | I liga      | 4    | –                    | 11–1–10 | –     | Półfinał         | –              | –            | –                     | –                     | –                     |
| 1971–72 | 1      | I liga      | 8    | –                    | 9–13    | –     | Ćwierćfinał      | –              | –            | 3 Puchar Koracia      | CF                    | 0–2                   |
| 1972–73 | 1      | I liga      | 7    | –                    | 14–1–15 | –     | TOP 16           | –              | –            | –                     | –                     | –                     |
| 1973–74 | 1      | I liga      | 6    | –                    | 13–2–13 | –     | Ćwierćfinał      | –              | –            | –                     | –                     | –                     |
| 1974–75 | 1      | I liga      | 5    | –                    | 9–3–10  | –     | Półfinał         | –              | –            | –                     | –                     | –                     |
| 1975–76 | 1      | I liga      | 6    | Faza finałowa        | 10–12   | 3–7   | –                | –              | –            | –                     | –                     | –                     |
| 1976–77 | 1      | I liga      | 9    | –                    | 8–1–13  | –     | I runda          | –              | –            | –                     | –                     | –                     |
| 1977–78 | 1      | I liga      | 5    | –                    | 9–1–12  | –     | Ćwierćfinał      | –              | –            | –                     | –                     | –                     |
| 1978–79 | 1      | I liga      | 7    | –                    | 10–12   | –     | TOP 16           | –              | –            | –                     | –                     | –                     |
| 1979–80 | 1      | I liga      | 6    | –                    | 10–12   | –     | Wicemistrzostwo  | –              | –            | –                     | –                     | –                     |
| 1980–81 | 1      | I liga      | 8    | –                    | 10–1–15 | –     | Półfinał         | –              | –            | –                     | –                     | –                     |
| 1981–82 | 1      | I liga      | 7    | –                    | 13–13   | –     | TOP 16           | –              | –            | –                     | –                     | –                     |
| 1982–83 | 1      | I liga      | 9    | –                    | 10–16   | –     | TOP 16           | –              | –            | –                     | –                     | –                     |
| 1983–84 | 1      | Liga ACB    | 16   | Spadek               | 5–23    | –     | –                | –              | –            | –                     | –                     | –                     |
| 1984–85 | 2      | I liga gr B | 3    | Awans                | 17–9    | –     | –                | –              | –            | –                     | –                     | –                     |
| 1985–86 | 1      | Liga ACB    | 10   | TOP 16               | 14–14   | 0–2   | –                | Puchar Księcia | CF           | –                     | –                     | –                     |
| 1986–87 | 1      | Liga ACB    | 10   | TOP 16               | 13–15   | 1–2   | –                | Puchar Księcia | W            | –                     | –                     | –                     |
| 1987–88 | 1      | Liga ACB    | 15   | –                    | 15–13   | 2–3   | –                | Puchar Księcia | CF           | 3 Puchar Koracia      | R2                    | 1–1                   |
| 1988–89 | 1      | Liga ACB    | 20   | O utrzymanie         | 15–21   | 3–1   | TOP 16           | –              | –            | –                     | –                     | –                     |
| 1989–90 | 1      | Liga ACB    | 22   | O utrzymanie         | 15–13   | 2–3   | TOP 16           | –              | –            | –                     | –                     | –                     |
| 1990–91 | 1      | Liga ACB    | 18   | O utrzymanie         | 15–19   | 3–1   | Ćwierćfinał      | –              | –            | –                     | –                     | –                     |
| 1991–92 | 1      | Liga ACB    | 13   | TOP 16               | 15–19   | 2–4   | I runda          | –              | –            | –                     | –                     | –                     |
| 1992–93 | 1      | Liga ACB    | 13   | TOP 16               | 15–16   | 1–2   | Ćwierćfinał      | –              | –            | –                     | –                     | –                     |
| 1993–94 | 1      | Liga ACB    | 7    | Ćwierćfinał          | 19–9    | 3–3   | II runda         | –              | –            | –                     | –                     | –                     |
| 1994–95 | 1      | Liga ACB    | 4    | Półfinał             | 21–17   | 2–4   | II runda         | –              | –            | 3 Puchar Koracia      | FG                    | 6–4                   |
| 1995–96 | 1      | Liga ACB    | 4    | Półfinał             | 24–14   | 4–4   | Mistrzostwo      | –              | –            | 3 Puchar Koracia      | FG                    | 5–5                   |
| 1996–97 | 1      | Liga ACB    | 8    | Ćwierćfinał          | 19–15   | 0–3   | Ćwierćfinał      | –              | –            | 2 Eurocup             | TOP 16                | 7–7                   |
| 1997–98 | 1      | Liga ACB    | 1    | Mistrzostwo          | 21–13   | 9–3   | Półfinał         | –              | –            | 3 Puchar Koracia      | R32                   | 5–3                   |
| 1998–99 | 1      | Liga ACB    | 11   | –                    | 16–18   | –     | –                | –              | –            | 1 Euroliga            | FG                    | 3–7                   |
| 1999–00 | 1      | Liga ACB    | 17   | Spadek               | 11–23   | –     | –                | –              | –            | –                     | –                     | –                     |
| 2000–01 | 2      | LEB         | 3    | Półfinał             | 22–8    | 4–4   | –                | Puchar Księcia | W            | –                     | –                     | –                     |
| 2001–02 | 2      | LEB         | 2    | Awans                | 26–4    | 6–1–4 | –                | Puchar Księcia | PF           | –                     | –                     | –                     |
| 2002–03 | 1      | Liga ACB    | 13   | –                    | 15–19   | –     | –                | –              | –            | –                     | –                     | –                     |
| 2003–04 | 1      | Liga ACB    | 9    | –                    | 16–18   | –     | –                | –              | –            | –                     | –                     | –                     |
| 2004–05 | 1      | Liga ACB    | 13   | –                    | 12–22   | –     | –                | –              | –            | –                     | –                     | –                     |
| 2005–06 | 1      | Liga ACB    | 17   | Spadek               | 12–22   | –     | –                | –              | –            | –                     | –                     | –                     |
| 2006–07 | 2      | LEB         | 1    | Awans                | 19–15   | 7–0   | –                | –              | –            | –                     | –                     | –                     |
| 2007–08 | 1      | Liga ACB    | 11   | –                    | 14–20   | –     | –                | –              | –            | –                     | –                     | –                     |
| 2008–09 | 1      | Liga ACB    | 11   | –                    | 14–18   | –     | –                | –              | –            | –                     | –                     | –                     |
| 2009–10 | 1      | Liga ACB    | 12   | –                    | 14–20   | –     | –                | –              | –            | –                     | –                     | –                     |
| 2010–11 | 1      | Liga ACB    | 15   | –                    | 10–24   | –     | –                | –              | –            | –                     | –                     | –                     |
| 2011–12 | 1      | Liga ACB    | 12   | –                    | 15–19   | –     | –                | –              | –            | –                     | –                     | –                     |
| 2012–13 | 1      | Liga ACB    | 18   | Spadek               | 6–28    | –     | –                | –              | –            | –                     | –                     | –                     |
| 2013–14 | 1      | Liga ACB    | 17   | Spadek               | 7–27    | –     | –                | –              | –            | –                     | –                     | –                     |
| 2014–15 | 1      | Liga ACB    | 16   | –                    | 11–23   | –     | –                | –              | –            | –                     | –                     | –                     |
| 2015–16 | 1      | Liga ACB    | 16   | –                    | 10–24   | –     | –                | –              | –            | –                     | –                     | –                     |

## Trenerzy
Od 1967:

- Francesc Casé 1967–1968
- Josep Masseguer 1968–1969
- Jeroni Alberola 1969–1970
- Antoni Serra 1970–1977
- Alfonso Martínez 1977–1978
- Joan Martínez 1978
- Josep M. Soler 1978
- Jaume Berenguer 1978–1979
- Joa2n Basora 1979–1981
- Pere Guiu 1981
- Miguel López Abril 1981
- Jaume Ventura 1981–1984
- Germán González 1984
- Francesc Canellas 1984–1985
- Miquel Bataller 1985
- Juanito Jiménez 1985–1986
- Joan María Gavaldá 1986–1988
- Flor Meléndez 1988–1990
- Ricard Casas 1990, 2001–2005
- Pedro Martínez 1990–1994, 2014–2015
- Salva Maldonado 1994–1997, 2000–2001
- Luis Casimiro 1997–1999
- Manel Comas 1999–2000
- Xavier García 2005
- Óscar Quintana 2005–2007
- Jaume Ponsarnau 2007–2013
- Borja Comenge 2013–2014
- Pere Romero 2014
- Ibon Navarro od 2015